# Serwitut

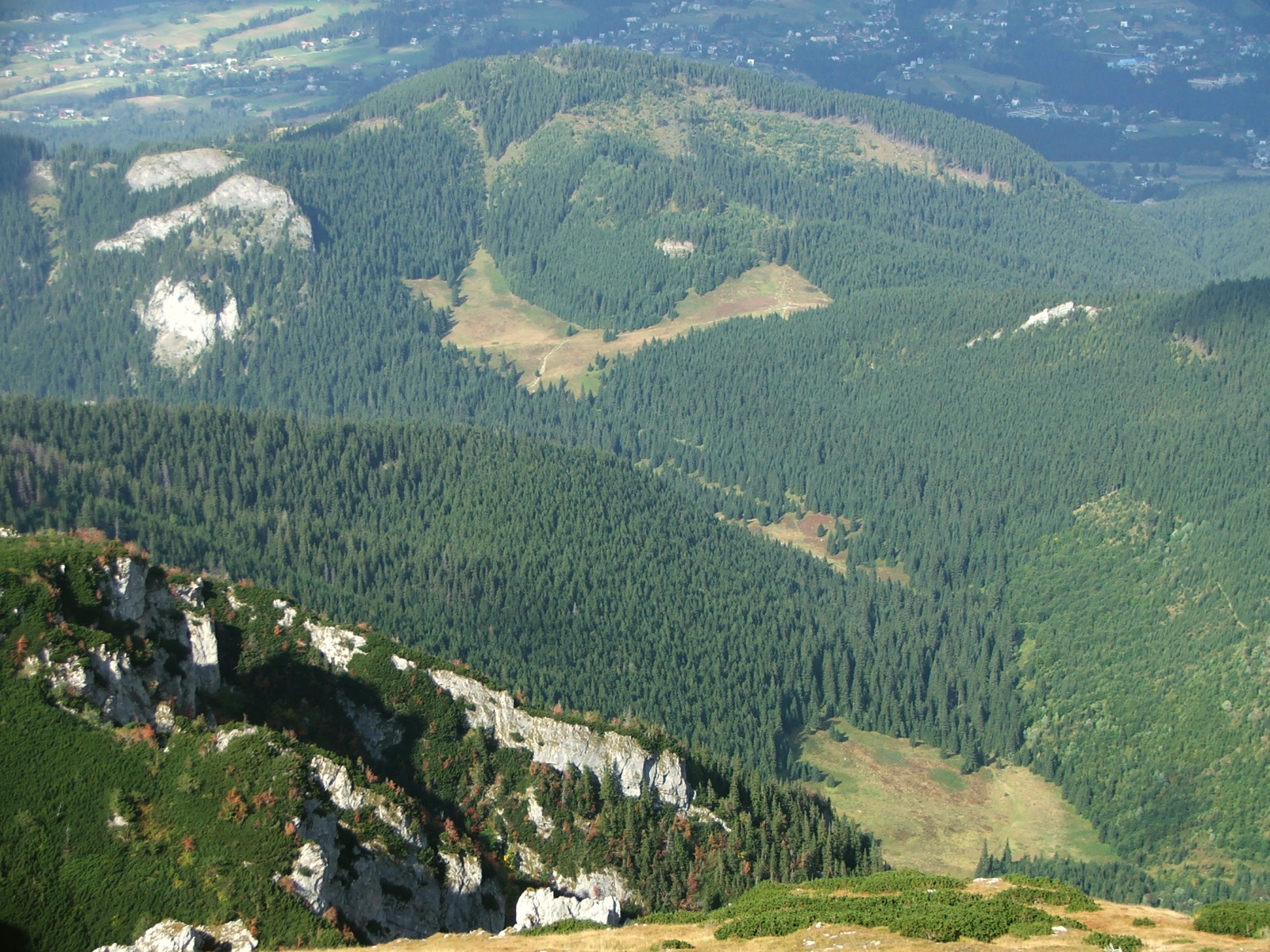
Dawna Hala Miętusia i serwitutowe lasy i hale

Serwitut, serwituty, służebność – uprawnienia chłopów do korzystania z dworskich łąk i pastwisk oraz lasów, wywodzące się z okresu feudalnego, będące powodem licznych zatargów między wsią a dworem. Na ziemiach polskich z powodu ich niekorzystnego wpływu na rozwój gospodarczy wsi, większość serwitutów zlikwidowano dopiero na przełomie XIX w. i XX w. Wyróżniało się serwituty: leśne, pastwiskowo-łąkowe i rybołówcze. Niekiedy do serwitutów zaliczano uprawnienia do: zbierania kamieni, trzciny, przewozu, ścinania gałęzi, przegonu bydła, użytkowania dworskich stawów, dróg, brzegów itd.
Część lasu objętą serwitutem nazywano cerklem lub cyrklem. Serwituty, zwane też służebnościami, były rodzajem prawa rzeczowego. Serwituty oparte były na aktach jednostronnych (np. przywilejach nadanych osadźcom wsi przez królów polskich), na umowach ustnych lub zwyczajach. Początkowo serwituty dotyczyły własności królewskiej lub dworskiej, później w miarę, jak zmieniali się właściciele lasów, również prywatnej lub państwowej.
W zaborze pruskim serwituty zostały zniesione przez ustawę regulacyjną wydaną w 1823 r. przez władze Księstwa Poznańskiego.
Nadużycia ziemiaństwa w sprawie serwitutów na Podolu spowodowały, że chłopi odpowiedzieli masowym niszczeniem łąk i zasiewów oraz podpaleniami w majątkach będących własnością tegoż ziemiaństwa. Podpalenia były ostatecznością, najczęściej chłopi plądrowali ziemiańskie majątki oraz wycinali lasy. Aby zakończyć chłopski proceder władze państwowe 10 maja 1896 wprowadziły stanu wyjątkowego w gubernii podolskiej wchodzącej wówczas w skład Rosji. Sytuacja nie została jednak opanowana, albowiem w latach 1900-1904 doszło do ponad 1000 buntów chłopskich przeciw nadużyciom jakich dopuszczało się ziemiaństwo w oparciu o wspomniane serwituty.
Sprawę serwitutów regulowała ustawa z dnia 7 maja 1920 r. o likwidacji serwitutów na terenie b. Królestwa Kongresowego i rozporządzenie Prezydenta z dnia 1 lutego 1927 r.
Serwituty w dalszym ciągu funkcjonują, np. w miejscowości Ostrowy nad Okszą, nadane za cara Rosji serwituty w dalszym ciągu są dziedziczone przez mieszkańców i respektowane przez Lasy Państwowe. Pozostałości serwitutowe pozostały także w miejscowości Wąchock, mimo próby zniesienia przez władze PRL, oraz w niektórych miejscowościach gminy Kamienica, takich jak Szczawa, Kamienica i Zasadne.

## Na Podhalu
Przykładowo na Podhalu uprawnienia serwitutowe obejmowały:
- prawo do wypasu bydła, owiec i koni w wyznaczonych porach roku; wyłączone od wypasu były tereny świeżo zalesione;
- prawo do przegonu przez las bydła, owiec i koni oraz do przejazdu wyznaczonymi drogami;
- prawo do pobrania z lasu określonej ilości drewna na opał i na ogrodzenia, niekiedy także na budowę domów i innych zabudowań; czasami dopuszczano także pobieranie ściółki[9].

Drewno opałowe wolno było pobierać bez żadnych opłat i innych zobowiązań. Za wypas w lesie serwitutowym pobierane były zwykle drobne opłaty zwane czynszem spaśnym, które obliczano od ilości owiec. Przed I wojną światową pobierano je w walucie austriackiej, w okresie międzywojennym nie były pobierane. Ponadto oddzielnie dla każdej hali ustalona była dodatkowa danina w oscypkach. Drewno opałowe przysługiwało na każdy „numer” we wsi, nawet jeśli mieszkaniec tej wsi nie posiadał w Tatrach żadnej własności. Z lasów należących do Wspólnoty Leśnej Uprawnionych Ośmiu Wsi wolno było pobierać drewno także na cele budowlane. W celu kontrolowania poboru drewna wolno było go pobierać tylko przez dwa ustalone dni w tygodniu i wywozić tylko określonymi drogami. Na opał wolno było pobierać tylko odpady zrębowe i posusz leżący (stojący tylko wtedy, gdy dało się go wziąć bez pomocy siekiery czy piły). Można było wziąć także drewno leżące na ziemi, jeśli np. zostało powalone przez wiatr, ale tylko wtedy, gdy nie nadawało się do innych celów. Tak było w teorii, praktyka jednak była inna – serwituty były nagminnie przez ludność nadużywane.
W Tatrach niemal połowa lasów objęta była serwitutami. Na terenie lasów należących do Uznańskich specjalna komisja powołana do regulacji tej służebności ustaliła możliwą do pobrania na opał ilość drewna na 14 tysięcy „fur parobydlnych” rocznie. W praktyce po lasach krążyło w wyznaczone dwa dni w tygodniu kilkaset chłopskich furmanek, skontrolowanie ich było więc niemożliwe. Uprawnienia serwitutowe były nagminnie przekraczane i to zarówno przez pobierających opał, jak i przez pasterzy. Serwituty były nieustannym źródłem zatargów pomiędzy właścicielami lasów a góralami, przyczyniały się też do niszczenia lasów. Aby temu przeciwdziałać, dekret austriacki z 5 lipca 1853 ustalił zniesienie serwitutów, głównie poprzez spłaty i tzw. ekwiwalenty, czyli oddanie na własność pewnego fragmentu lasu w zamian za zrzeczenie się serwitutów. Część serwitutów w ten sposób zlikwidowano (np. na Hali Jaworzyna Rusinowa). Jednak w okresie międzywojennym prywatni właściciele lasów nie kontynuowali tej działalności, natomiast Polskie Towarzystwo Tatrzańskie i władze państwowe wykupywały od górali udziały na halach. Po wojnie lasy tatrzańskie należące do Uznańskich zostały znacjonalizowane, góralom zaś zamieniono serwitut opałowy na ekwiwalent leśny. Później jeszcze, uchwałą Rady Ministrów z 8 grudnia 1960, wszystkie prywatne własności w Tatrach, łącznie z serwitutami, zostały przez państwo przymusowo wykupione lub wymienione na inne własności ziemskie poza Tatrami.